# Абланица (област Благоевград)
Вижте пояснителната страница за други значения на Абланица.
А̀бланица е село в Югозападна България. То се намира в община Хаджидимово в област Благоевград.

## География
Абланица се намира на 22 km югоизточно от град Гоце Делчев и на 9 km източно от общинския център Хаджидимово, в полупланинската югозападна част на Дъбрашкия дял на Западните Родопи. Землището му се намира между долините на реките Места от югозапад и левия ѝ приток Бистрица от изток, оформящи неговата естествена граница. Селото е част от историко-географската област Чеч, поделена между България и Гърция, съставена от 60 села, населени от помаци. Преобладават излужените канелени горски почви. В землището има находище от глина.
Климатът е преходносредиземноморски с планинско влияние с благоприятни условия за отглеждане на топлолюбиви култури – тютюн, лозя, смокини, бадеми, памук, царевица и други. Характеризира се с мека и дъждовна зима и топло и сухо лято.
През 1959 г. се създава помпена станция за доставяне на вода за напояване на обработваемите площи като близо до селото е изграден и изкуствен язовир. Със своите 16 223 дка прилежаща площ, селището е най-голямото в общината. През 2019 година е създадена нова газстанция (единствената в района) и бензиностанция.

## История
Историческите извори показват, че Абланица е едно от най-древните селища по поречието на река Места в областта Чеч. Първите писмени извори, в които селото фигурира като населено място под наименованията Апланче, Абланиче и Аблание са османските регистри от края на XV в. В друг османски регистър от вилаета на Тимур хисаръ от края на 1617 г. селото фигурира като Абланиче.
За по-ранното развитие на населеното място свидетелстват археологическите разкопки и находки в селото и околността, изследвани и записани от български археолози, историци и изследователи. Допълнителна информация за образуването и развитието на селото дават и редицата други археологически находки от старинни селища и некрополи, намиращи се в близост до селото. Открити и проучени са както славянски, така и тракийски селища и светилища и намерените в тях предмети и инвентар свидетелстват както за ранно развитие на общността, така и за наличието на различни култури, оставили своите свидетелства за многовековното си съществуване. Обобщавайки тези факти, се твърди, че началото на населеното място е поставено от траките с образуване на селище от няколко колиби в местността Балтачица. Тъй като това селище се намира на стратегическо място, разположено е в непосредствена близост до една от най-развитите пътни артерии още от дълбока древност, това е пътят, свързващ вътрешността на териториите на България, преминаващ през Пловдив, Пещера, Батак, Доспат, през селата Сатовча, Абланица, пресичащ река Места на местността Боналъка, през Възем, Белотинци, Сяр, Солун и Атина и използван за търговска и транспортна дейност, изграден и поддържан от римляните, чийто останки могат да се видят и днес в местността Кардалома, започва развитието си и се обособява като развито населено място още през ранното средновековие.
До 1944 година главен поминък били скотовъдството и земеделието – лозарство и овощарство. Тогава Абланица е била известна с лозовите си масиви, запазени в имената на местностите „Лозята“ и „Голямо Лозе“. Гроздоберът е бил голям празник. От цялата околия се стичали хора да помагат и накрая се правел пищен гуляй на местостта „Чевермето“.

## Население
В XIX век Абланица е мюсюлманско село в Неврокопска кааза на Османската империя. В „Етнография на вилаетите Адрианопол, Монастир и Салоника“, издадена в Цариград в 1878 година и отразяваща статистиката на населението от 1873 година, Абланица (Ablanitsa) е посочено като село със 150 домакинства и 370 жители помаци. Съгласно статистиката на Васил Кънчов („Македония. Етнография и статистика“) към 1900 година Абланица (Абланица) е турско селище. В него живеят 1030 турци в 210 къщи. Според Стефан Веркович към края на XIX век Абланица има мюсюлманско мъжко население 471 души, което живее в 150 къщи.
През 1899 година селото има население 1300 жители според резултатите от преброяване населението на Османската империя. Според Димитър Гаджанов в 1916 година в Абланица, Боголин и Крибул живеят 1692 помаци.
В началото на XXI век селото наброява около 3000 души. Населението нараства от естествен прираст. Интензивна миграция има през 1959 г. – 1960 г. за гара Кричим (днешен град Стамболийски) и село Енина в района на град Казанлък. Данни от 20. век:
- 1920 – 940 жители;
- 1926 – 1139 жители;
- 1934 – 1191 жители;
- 1946 – 1325 жители;
- 1956 – 1450 жители;
- 1965 – 1630 жители;
- 1975 – 1969 жители;
- 1985 – 2360 жители;
- 1992 – 2569 жители;
- 2019 – 3126 жители;

### Етнически състав
Преброяване на населението през 2011 г.
Численост и дял на етническите групи според преброяването на населението през 2011 г.:
|                     | Численост |
| Общо                | 2629      |
| Българи             | 1361      |
| Турци               | 408       |
| Цигани              | -         |
| Други               | 68        |
| Не се самоопределят | 75        |
| Неотговорили        | 717       |

## Икономика
Селското стопанство се характеризира с животновъдство и растениевъдство – отглеждане на тютюн. През 1957 година е основано ТКЗС (от 1970 към АПК в град Гоце Делчев, от 1979 към АПК в Хаджидимово, от 1990 – КЗС). В Абланица има шивашки цех за обувки (от 1984 г.) и множество такива за дрехи. Търговското обслужване на населението се извършвало от ПК в Хаджидимово; търговски дом (от 1985) с ресторант, сладкарница и магазин. Всекидневни трудови пътувания за град Гоце Делчев, Хаджидимово, Копривлен и Гърмен. Селото е разположено купно. Има кадастрален и регулационен план. Жилищният фонд е напълно обновен. Запазените стари жилищни сгради съчетават особеностите на равнинната отворена къща и родопската къща; типични са масивните каменни зидове и в двата етажа и пещите на чердака. Селото е електрифицирано, водоснабдено, канализирано и всички улици са асфалтирани.

## Религии
Населението на селото е с мюсюлманско вероизповедание с изключение на няколко семейства.

## Обществени институции
- Читалище „Просвета“
- СОУ „Св. Паисий Хилендарски“

Основаното през 1963 година училище „Отец Паисий“ (настоящо „Св. Паисий Хилендарски“) е открито през 1925 година като начално. Към читалище „Просвета“, основано през 1940 година, има библиотека, киносалон и мъжка фолклорна група. Читалищната сграда е построена през 1960 година. В Абланица са разкрити детска градина, детска ясла, селски здравен участък, аптечен филиал и ПТТ станция с АТЦ.

## Културни и природни забележителности
На няколко километра от селото, по течението на р. Бистрица, може да се види стоящ от векове римски мост. Той е свидетелство за нахлуването на Римската империя в нашите земи преди столетия.

### Архитектура
В село Абланица има запазени възрожденски къщи. Селото попада в т.нар. Неврокопски строително-зографски център, който в географски смисъл обединява културно и икономически дюлгерски селища от два планински масива: от Източните Родопи – между Дъбраш, Чеч и поречието на река Места, и в малка степен от южните части на Пирин, по-точно югозападните му склонове, покрай долината на река Места. Според историческите данни архитектурата в Абланица се е развивала благодарение на село Ковачевица, което било най-голямо в творческо отношение и от него ежегодно излизали от 350 до 450 строители.

## Археологически проучвания
Землището на Абланица е богато на археологически паметници. В местността Тумбата югозападно край селото са открити следи от селище, съществувало през късния период на бронзовата епоха (14 – 12 в. пр.н.е.). През следващите векове то се измества на около 5 км югозападно от селото в местността Ставрак. От 4 в. пр.н.е. в местността „Дрежно“ (около 6 км западно от Абланица) се развива голямо селище, съществувало и през средновековието. Край него са намерени гробове от късния период на желязната епоха, от античната и средновековната епоха с разнообразен гробен инвентар. Северно от Дрежно е намерена колективна находка от бронзови монети от времето на македонския цар Филип (220 – 179 г. пр.н.е.). На около 4 км северно от селото, в местността Шапрана, има следи от антично селище (5 – 1 в. пр.н.е.); близо до него има надгробни могили. Останки от антично селище, с крепостна стена, са открити в местността Миленово (около 4 км западно от Абланица). В местността Мируле (около 2 км южно от селото) некропол от античността и средновековието; близо до него има останки от селище. Гробове с много стари каменни плочи с ислямски надписи са намерени в двора на днешната джамия, където се и съхраняват. На около 7 км западно от селото в местността Църквата, са запазени руините на средновековна църква; югозападно от нея (около 1 км) има гробове, оградени с каменни плочи. Името на Абланица за пръв път се среща в откъс от Тимарския хас от 1482 г., където се споменава за няколко села, причислени към Нервокопска кааза, сред тях е и името на селото Абланиче, а в други османски документи се среща и като Апланче. Според регистри от 1611 – 1617 г. и 1623 – 1625 г. българските християнски домакинства намаляват от 76 на 31, а от документ от 1671 може да се предположи, че жителите на Абланица приемат исляма за своя религия. В края на XIX век селото има 1030 жители българи мюсюлмани (помаци). Поминък на населението са земеделието (тютюн, ръж, ечемик, овес) и животновъдство. През февруари 1912 г. селото е нападнато при опит за покръстване от три последователно нахлули чети на Муньо войвода, М. Марваков от град Гоце Делчев и Тикваров от град Батак. Десетки са избитите жители на селото след тези акции. Най-масовото клане е извършено от четниците на М. Марваков в местността „Раво ливаде“, където си избити повече от 30 души – мирни жители и в дере близо до село Гърмен, където намерили смъртта си още над 50 души, като дерето е наречено Абланишко в памет на загиналите жители на селото. След разправата, селото е опожарено и разграбено от четниците. През пролетта на същата година, с цел да се избегне друга разправа с населението – оцелелите старейшини и първенци решават масова емиграция в съседна Гърция, село Расча, където прекарват една година в изгнание. След войната, в Абланица се заселват семейства от селата Бачево, Гърмен, Варвара и Кьоново (намиращо се в Бургаска област). След Първата световна война (1914 – 1918 г.) се заселват български бежански семейства от селата Каракьой (Катафито), Белотинци (Левкогия) и Възем (Ексохи), Неврокопско. През 1919 г. е образувана земеделска дружба. През 1942 г. в Абланица е учредена кредитна кооперация „Слатина“.

## Редовни събития
Интересно е да се посети вече станал традиционен за жителите на селото конкурс „Мис Пролет“, който се провежда в края на месец март. В него момичета от гимназията демонстрират въображение и финес, красота и оригиналност, с цел да се харесат на представителното жури и да доставят естетическа наслада на многобройната публика.
Всяка година на 29 декември се чества празника Куртулуш байрям – връщане на имената на населението след Възродителния процес.

## Неофициални уебсайтове
- ablanica.eu[неработеща препратка]

## Личности
Родени в Абланица
- Алиосман Ибраим Имамов (1953 – 2025), български политик, народен представител от ДПС в XXXIX, XL[12], XLI[13] и XLII народни събрания.[14]
- Фаик Алиев (? – 1948), български революционер

Други
- Сотир Илиев Сораджиев (1921 – ?), роден в Каракьой, в 1925 година семейството му емигрира в Абланица, участник във войната срещу Нацистка Германия, член на БКП от 1945 г., секретар на партийната организация в селото, оперативен сътрудник на МВР в Слащенския район на Неврокопска околия (1945 – 1954), оставя спомени[15]